# Krînîțea, Monastîrîska
Krînîțea (în ucraineană Криниця) este o comună în raionul Monastîrîska, regiunea Ternopil, Ucraina, formată numai din satul de reședință.

## Demografie
Componența lingvistică a comunei Krînîțea
     Ucraineană (99,52%)
     Alte limbi (0,48%)
Conform recensământului din 2001, majoritatea populației comunei Krînîțea era vorbitoare de ucraineană (99,52%), existând în minoritate și vorbitori de alte limbi.